# Тонаканян, Карен
Карен Тонаканян (арм. Կարեն Տոնականյան; род. 2 июля 1992, Ереван, Армения) — армянский боксёр-профессионал, выступающий в лёгкой и в первой полусредней весовых категориях. Выступал за сборную Армении по боксу, бронзовый призёр Европейских игр (2019), многократный чемпион Армении (2015, 2016, 2021), призёр чемпионата Армении (2014), многократный победитель и призёр международных и национальных турниров в любителях.
Лучшая позиция по рейтингу BoxRec — 343-я (декабрь 2022) и является 2-м среди армянских боксёров лёгкой весовой категории, — входя в ТОП-345 лучших лёгковесов всего мира.

## Биография
Карен Тонаканян родился 2 июля 1992 года в Ереване, в Армении.

## Любительская карьера

### 2014—2017 годы
В марте 2014 года стал бронзовым призёром чемпионата Армении.
Затем трижды становился чемпионом Армении в марте 2015 года, в октябре 2016 года и в сентябре 2021 года.
В июне 2017 года участвовал на чемпионате Европы в Харькове (Украина), в весе до 60 кг, где он в четвертьфинале соревнований по очкам (0:5) проиграл опытному российскому боксёру Габилу Мамедову, — который в итоге стал серебряным призёром чемпионате Европы 2017 года.
В августе 2017 года участвовал на чемпионате мира в Гамбурге (Германия), в весовой категории до 60 кг, где он в 1/8 финала соревнований по очкам (0:5) проиграл опытному узбекскому боксёру Эльнуру Абдураимову.

### 2019—2020 годы
В июне 2019 года стал бронзовым призёром II-х Европейских игр в Минске (Белоруссия), в весовой категории до 60 кг, где он в полуфинале проиграл белорусу Дмитрию Асанову, — который в итоге стал чемпионом Европейских игр 2019 года.
В начале 2020 года готовился к участию в Олимпийском квалификационном турнире, но в национальной Сборной по боксу его вытеснил более опытный Оганес Бачков, — который в итоге стал бронзовым призёром Олимпийских игр 2020 года в Токио (Япония), в весовой категории до 63 кг.
Затем в 2020 году началась коронавирусная пандемия COVID-19, жёсткий коронавирусный карантин в Армении и по всей Европе, и отсутствие соревновательной практики.

### 2021—2022 годы
В конце октября 2021 года в Белграде (Сербия) участвовал на чемпионате мира, в категории до 60 кг, где он в 1/32 финала соревнований прошёл индийского боксёра Вариндера Сингха, затем в 1/16 финала соревнований досрочно нокаутом в 3-м раунде победил боксёра из Мали Абдула-Карима Батили, но в 1/8 финала из-за травмы руки техническим нокаутом в 3-м раунде проиграл французу Софьяну Умиа, — который в итоге стал чемпионом мира 2021 года.
В мае 2022 года участвовал на чемпионате Европы в Ереване (Армения), в весовой категории до 60, но в 1/8 финала соревнований по очкам раздельным решением судей проиграл опытному венгерскому боксёру Роланду Верешу, — который в итоге стал бронзовым призёром чемпиона Европы 2022 года.
11 декабря 2022 года в Абу-Даби (ОАЭ), на турнире IBA Champions’ Night в завершении III Global Boxing Forum, в рамках новой полупрофессиональной боксёрской серии IBA Pro Series, в 5-раундовом поединке единогласным решением судей проиграл Олимпийскому призеру — французскому боксёру Софьяну Умиа.

## Профессиональная карьера
24 декабря 2020 года в Москве (Россия) дебютировал на профессиональном ринге, в лёгком весе (до 61,24 кг), досрочно техническим нокаутом во 2-м раунде победив опытного белоруса Андрея Исаева (30-18).

## Статистика профессиональных боёв
В таблице перечислены результаты всех поединков боксёров.
В каждой строке указан результат поединка. Дополнительно номер поединка обозначен цветом, который обозначает итог поединка. Расшифровка обозначений и цветов представлена в нижеследующей таблице.
| Пример | Расшифровка                     |
| ------ | ------------------------------- |
|        | Победа                          |
|        | Ничья                           |
|        | Поражение                       |
|        | Планируемый поединок            |
|        | Поединок признан несостоявшимся |
| КО     | Нокаут                          |
| ТКО    | Технический нокаут              |
| PTS    | Решение судей (по очкам)        |
| UD     | Единогласное решение судей      |
| MD     | Решение большинства судей       |
| SD     | Раздельное решение судей        |
| RTD    | Отказ от продолжения боя        |
| DQ     | Дисквалификация                 |
| NC     | Поединок признан несостоявшимся |

| 3 поединка, 3 победы (2 нокаутом). | 3 поединка, 3 победы (2 нокаутом). | 3 поединка, 3 победы (2 нокаутом). | 3 поединка, 3 победы (2 нокаутом). | 3 поединка, 3 победы (2 нокаутом).   | 3 поединка, 3 победы (2 нокаутом). | 3 поединка, 3 победы (2 нокаутом). |
| Бой                                | Рекорд                             | Дата боя                           | Соперник                           | Место проведения боя                 | Раундов, время                     | Дополнительно                      |
| ---------------------------------- | ---------------------------------- | ---------------------------------- | ---------------------------------- | ------------------------------------ | ---------------------------------- | ---------------------------------- |
| 3                                  | 3-0                                | 7 октября 2022                     | Егор Фрольцов (1-1)                | Москва, Россия                       | KO 4 (6), 1:31                     |                                    |
| 2                                  | 2-0                                | 10 апреля 2021                     | Рофхива Маему (19-9-3)             | УСК «Крылья Советов», Москва, Россия | UD 8 (8)                           | Счёт: 80-73, 79-73, 78-74.         |
| 1                                  | 1-0                                | 24 декабря 2020                    | Андрей Исаев (30-18)               | УСК «Крылья Советов», Москва, Россия | TKO 2 (8), 2:08                    | Дебют в профессиональном боксе.    |